# Men Universe Model 2014
Men Universe Model 2014 foi a 7ª edição do tradicional concurso de beleza masculino realizado anualmente nas mais diversas cidades da bela República Dominicana. O evento contou com a participação de mais de vinte e sete países ao redor do globo. A competição ocorreu em Punta Cana no dia dez de Junho do mesmo ano. O mexicano Rafael Chávez passou o título para o seu sucessor ao título no final do certame, este foi o brasileiro Bruno Fernandes Mooneyhan Silva, até então o primeiro defensor deste país a vencer o concurso.

## Resultados
| Colocação               | País e Candidato |
| Vencedor                | - Brasil - Bruno Mooneyhan |
| 2º. Lugar               | - Venezuela - José Fernández |
| 3º. Lugar               | - Espanha - Antonio Peña |
| 4º. Lugar               | - Itália - Andrea Gobbato |
| 5º. Lugar               | - Peru - Joel Javier Marquina |
| 6º. Lugar               | - Luxemburgo - Osvaldo Sánchez |
| 7º. Lugar               | - Porto Rico - José López |
| (TOP 12) Semifinalistas | - Holanda - Dick Wieriks - Alemanha - Mahmut Karaton - Argentina - Benjamin Lukovski - Estados Unidos - Alan Costa - Portugal - Bruno Rocha |

### Prêmios Especiais
- Foram distribuídas as seguintes premiações especiais aos candidatos:

| Prêmio              | País e Candidato                     |
| Mister Simpatia     | - Ilha de Margarita - Gregorio Pérez |
| Mister Fotogenia    | - México - Edgar Guillén             |
| Mister Elegância    | - República Checa - Adam Nitschmann  |
| Mister Talento      | - Riviera Maya - Daniel Torres       |
| Melhor Corpo        | - Porto Rico - José López            |
| Melhor Traje Típico | - Filipinas - Mark del Rosario       |
| Melhor Passarela    | - Itália - Andrea Gobbato            |

### Ordem dos Anúncios
| 1. Porto Rico 2. Alemanha 3. Brasil 4. Espanha 5. Portugal 6. Itália 7. Estados Unidos 8. Venezuela 9. Holanda 10. Peru 11. Luxemburgo 12. Argentina | 1. Brasil 2. Espanha 3. Itália 4. Venezuela 5. Peru 6. Luxemburgo 7. Porto Rico |  |  |

## Candidatos
Os aspirantes ao título deste ano:
| - Alemanha - Mahmut Karaton - Argentina - Benjamin Lukovski - Bélgica - Philip Moers - Bolívia - José González - Brasil - Bruno Mooneyhan - Chile - Mário Aguilera - Colômbia - Giovanny Ocampo - Cuba - Frank Valdés - El Salvador - Gabriel Polanco - Espanha - Juan Peña Jimenéz - Estados Unidos - Alan Costa - Filipinas - Mark del Rosario - Holanda - Dick Wiëriks - Ilha de Margarita - Gregorio Pérez | - Ilha Saona - Valentin Colón - Itália - Andrea Gobbato - Luxemburgo - Osvaldo Sanchez - México - Edgar Guillén - Nicarágua - Gerald Blass - Panamá - Claudio Hawkins - Peru - Joel Javier Farach Marquina - Porto Rico - José López - Portugal - Bruno Rocha - República Checa - Adam Nitschmann - República Dominicana - Alejandro Ortiz - Riviera Maya - Daniel Torres - Venezuela - José Fernandez |

## Histórico

### Desistências
- Camarões - Ngoa Ze Germain
- Costa Rica - Max Badilla
- Geórgia - Beqa Chitaia
- Ilha de San Andrés - Jefferson Mejía
- Ilhas Virgens Americanas - Jordan Castillo
- Líbano - Elie Bou Mosleh
- Togo - Elmansour Coubadja